# Gatačko polje
Gatačko polje je prostrano krško polje u sjevernoj Hercegovini. Prostire se na površini od oko 60 km², dinarski je izduženo (24 km) i iznimno visoko (dno na 840 metara nadmorske visine). Smješteno je između planina Bjelašnica i Lebršnik. Kroz polje teku ponornice Gračanica i Mušnica, koje polje povremeno i plave. Jedino veće naseljeno mjesto je Gacko. Blizu polja su planina i prijevoj Čemerno (s morskim razvođem), izvorište Trebišnjice, Klinje jezero, kao i nacionalni park "Sutjeska".